# 沃維奇

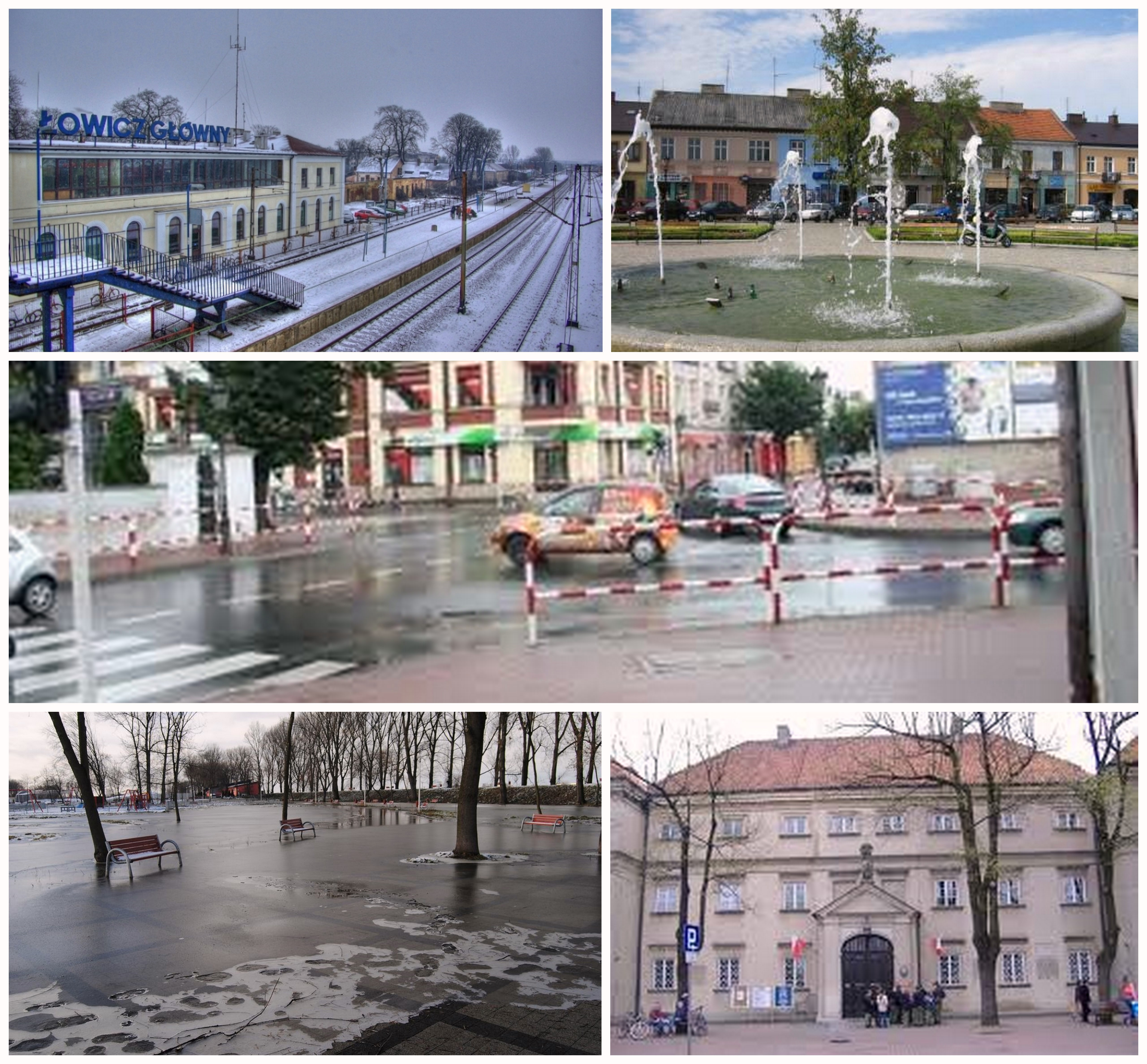

沃維奇（波蘭語：Łowicz）是波蘭的城鎮，位於該國中部，距離首都華沙約80公里，由羅茲省負責管轄。面積23.41平方公里，每年平均降雨量550毫米，2021年人口27,436。在第二次瓜分波蘭中，該鎮在1793年被納入普魯士王國管治範圍。

## 外部連結
- Official site （页面存档备份，存于）

52°07′N 19°56′E / 52.117°N 19.933°E